# 田丸楓
田丸 楓（たまる かえで、5月15日 - ）は、日本の声優・ナレーターである。山口県下関市出身。パインズ所属。勝田声優学院卒業生。血液型はB型。

## 経歴
- 幼少期は山口県に住んでおり、下関市立長府中学校、そして山口県立長府高等学校へ進学。長府高等学校は家から歩いて10分程度かかったという。
- 高校を卒業し、洋服のことを学びたくなった為、上京し、服飾専門学校に入学。
- 卒業後、商社のアパレル部門に就職。その頃、小中学生の頃に憧れていた声優の仕事をしてみたいと思っていたが、現実味がなく妥協していた。しかし、上京していたため近くに声優養成所があったため、後悔しないためにも門を叩いてみようとし、無事声優養成所に入ることができた。しかし、当時は小さい事務所に所属しており仕事もなく、「声優というのは自分には無理なのか」と迷っていた矢先、知り合った増岡弘に大きな事務所を紹介され、仕事も増えた。しかし、アニメなどの吹き替えではなく、ナレーターや、CMなどの声をして約20年活動していた[3]。
- 2016年、田丸の母の体調が優れず山口に戻り、自分ができそうなことをするということで朗読教室を開いた。
- 2022年現在、カロッツェリアの楽ナビや、サイバーナビ（2015以前）の案内音声を担当している。
- 森川智之とは、養成所からの付き合いである。

## 人物
趣味はダンス、旅行、犬。ボカロダンスを踊っては動画サイトに投稿するのが楽しみであるという。イタリアン・グレイハウンド2匹を溺愛している。特技は整理整頓。筋金入りの捨て魔で、断捨離を大得意としている。

## 出演

### TV
- NTV「e-girl」
- TBS「エクスプレス」（生ナレーション）
- CX「堂本兄弟」「クニミツの政」「知的探検スペシャル」
- ANB「Sma-STATION2」「スーパーJチャンネル」「ニュースステーション」
- TX「ミミヨリーナ」「レディス４」（生ナレーション）「GIRLS A GOGO!美少女クラブ21」「ハリー・ポッター特番」
- BS-ジャパン「ビューティー通信」
- BSフジ「Go!Go!EIGO!」
- CS「知りたい競馬情報局」

### テレビアニメ
- BRIGADOON まりんとメラン（2000年、紺野わかな[4]、アナウンサー）

### その他
- 築地本願寺 - テレホン法話
- 東京都庁 - 庁内アナウンス
- 東京電力 - 電話案内（他電話案内多数）
- 公共施設・商業施設内アナウンス
- カーナビ音声（パイオニアなど）
- 株主総会ナレーション
- 日本語・外国語教材
- 三菱エレベーター音声案内(グランディなど)